# Ilocos

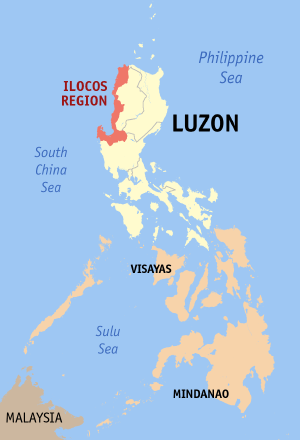
Położenie regionu Ilocos

Region Ilocos, Region I, Region 1, ilok. Rehion ti Ilocos, pag. Sagor na Baybay na Luzon tzn. Północno-zachodni Luzon  – jeden z 17 regionów Filipin, położony nad Morzem Południowochińskim w północno-zachodniej części wyspy Luzon. W skład regionu wchodzą 4 prowincje: 
- Ilocos Norte
- Ilocos Sur
- La Union
- Pangasinan

Ośrodkiem administracyjnym jest San Fernando w prowincji La Union. 
Powierzchnia regionu wynosi 12 840 km². W 2010 roku jego populacja liczyła 4 748 372 mieszkańców.